# Решётка в группе
Решётка в локально компактной группе — такая её дискретная подгруппа, факторпространство по которой имеет конечную меру Хаара.
Простейший пример решёток — решётки в {\displaystyle \mathbb {R} ^{n}}.

Модулярная группа — решётка в PSL(2,R): её фундаментальная область имеет конечную меру.

Часто изучают решётки в группах Ли или (в более общем случае) в полупростых алгебраических группах над локальными полями. В этой области доказано немало результатов, связанных с понятием жёсткости: теорема Мостова о жёсткости, теорема Маргулиса об арифметичности.
Любая дискретная кокомпактная подгруппа группы Ли — решётка, но обратное неверно: так, для подгруппы {\displaystyle \mathrm {SL} (2,\mathbb {Z} )\subset \mathrm {SL} (2,\mathbb {R} )} объём фактора по ней конечен, однако {\displaystyle \mathrm {SL} (2,\mathbb {Z} )} не является кокомпактной (фактор по ней — единичное касательное расслоение к модулярной поверхности, имеющей каспидальную особенность, и, тем самым, некомпактной).
Также хорошо изучены решётки в некоторых других классах групп: в группах, связанных с алгебрами Каца — Муди, и в группах автоморфизмов регулярных деревьев.
Решётки представляют интерес для многих областей математики: геометрическая теория групп, дифференциальная геометрия, эргодическая теория, комбинаторика.